# Bobrowska Wola Kamienna
Bobrowska Wola Kamienna – przysiółek wsi Kolonia Bobrowska Wola w Polsce położony w województwie świętokrzyskim, w powiecie włoszczowskim, w gminie Kluczewsko.